# Marie Schliepsová
Marie Schliepsová (26. června 1881, Lysva – 18. března 1919 u Jelgavy) byla evangelická baltskoněmecká učitelka a diakonka.
Působila od roku 1915 jako vedoucí (Oberin) diakonického ústavu v Jelgavě (Mitavě). Byla zavražděna bolševiky.